# Libellulosoma minuta
Espèce
Statut de conservation UICN

 DD  : Données insuffisantes
Libellulosoma minuta est une espèce monotypique de libellules de la famille des Synthemistidae (sous-ordre des Anisoptères, ordre des Odonates).

## Répartition
Cette espèce est endémique de l'île de Madagascar.